# Eerste klasse 1963-64 (basketbal België)
Het seizoen 1963-1964 was de 17e editie van de hoogste basketbalcompetitie. Antwerpse BBC behaalde een zesde opeenvolgende titel en evenaarde zo het naoorlogs record van Semailles BC. Bavi Vilvoorde en FC Liège Perron waren de nieuwkomers

## Eindstand
|  |    |                   | P  | W  | V  | D | Ptn |
|  | -- | ----------------- | -- | -- | -- | - | --- |
|  | 1  | Antwerpse BBC     | 22 | 20 | 2  | 0 | 40  |
|  | 2  | VG Oostende       | 22 | 19 | 3  | 0 | 38  |
|  | 3  | Racing Mechelen   | 22 | 18 | 4  | 0 | 36  |
|  | 4  | Racing CB         | 22 | 13 | 9  | 0 | 26  |
|  | 5  | Canter Schaarbeek | 22 | 13 | 9  | 0 | 26  |
|  | 6  | FC Liège Perron   | 22 | 10 | 10 | 2 | 22  |
|  | 7  | Bavi Vilvoorde    | 22 | 9  | 12 | 1 | 19  |
|  | 8  | Zaziko            | 22 | 7  | 15 | 0 | 14  |
|  | 9  | Antwerp Giants    | 22 | 6  | 15 | 1 | 13  |
|  | 10 | Royal IV          | 22 | 6  | 15 | 1 | 13  |
|  | 11 | Excelsios Cuesmes | 22 | 4  | 15 | 3 | 11  |
|  | 12 | Rubo Niel         | 22 | 2  | 18 | 2 | 6   |

1928 · 1929 · 1930 · 1931 · 1932 · 1933 · 1934 · 1935 · 1936 · 1937 · 1938 · 1939 · 1940 · 1941 · 1942 · 1943 · 1944 · 1945 · 1946 · 1947 · 1948 · 1949 · 1950 · 1951 · 1952 · 1953 · 1954 · 1955 · 1956 · 1957 · 1958 · 1959 · 1960 · 1961 · 1962 · 1963 · 1964 · 1965 · 1966 · 1967 · 1968 · 1969 · 1970 · 1971 · 1972 · 1973 · 1974 · 1975 · 1976 · 1977 · 1978 · 1979 · 1980 · 1981 · 1982 · 1983 · 1984 · 1985 · 1986 · 1987 · 1988 · 1989 · 1990 · 1991 · 1992 · 1993 · 1994 · 1995 · 1996 · 1997 · 1998 · 1999 · 2000 · 2001 · 2002 · 2003 · 2004 · 2005 · 2006 · 2007 · 2008 · 2009 · 2010 · 2011 · 2012 · 2013 · 2014 · 2015 · 2016 · 2017 · 2018 · 2019 · 2020 · 2021